# مقارنة بين التوجيهات العالمية لعلاج فرط ضغط الدم
التوجيهات العالمية لعلاج فرط ضغط الدم تختلف من بلد لآخر وتهدف للوصول لأفضل السبل لتكثيف العلاج لمختلف المجموعات الفرعية وهي تتغير مع مرور الزمن.
| المرضى                                                                  | ضغط الدم المستهدف، mmHg                                                                                      | خيارات الأدوية                          | |
| اللجنة الوطنية المشتركة JNC8                                            | أقل 60 سنة أكثر < 60 سنة مرضى السكري العجز الكلوي                                                            | <150/90 <140/90                         | غير السود: مدرات البول من نوع ثيازيد أو مثبطات الإنزيم المحول للأنجيوتنسين أو ضادات مستقبلات أنجيوتنسين II أو محصرات قنوات الكالسيوم السود: مدرات البول من نوع ثيازيد أو محصرات قنوات الكالسيوم مرضى السكري: مدرات البول من نوع ثيازيد أو مثبطات الإنزيم المحول للأنجيوتنسين أو ضادات مستقبلات أنجيوتنسين II أو محصرات قنوات الكالسيوم مرضى العجز الكلوي: مثبطات الإنزيم المحول للأنجيوتنسين أو ضادات مستقبلات أنجيوتنسين II                                                                                     |
| الجمعية الأوروبية لارتفاع ضغط الدم والجمعية الأوروبية لأمراض القلب 2008 | غير كبار السن كبار السن المرضى أقل من 80 سنة مرضى السكري مرضى العجز الكلوي مرضى العجز الكلوي + بيلة بروتينية | <140/90 <150/90 <140/85 <140/90 <130/90 | حاصرات بيتا أو مدرات البول من نوع ثيازيد أو مثبطات الإنزيم المحول للأنجيوتنسين أو ضادات مستقبلات أنجيوتنسين II أو محصرات قنوات الكالسيوم مرضى السكري: مثبطات الإنزيم المحول للأنجيوتنسين أو ضادات مستقبلات أنجيوتنسين II مرضى العجز الكلوي: مثبطات الإنزيم المحول للأنجيوتنسين أو ضادات مستقبلات أنجيوتنسين II |
| برنامج التعليم الكندي ارتفاع ضغط الدم CHEP 2013                         | المرضى أقل من 80 سنة المرضى أكثر من 80 سنة مرضى السكري مرضى العجز الكلوي                                     | <140/90 <150/90 <130/80 <140/90         | حاصرات بيتا (أقل من 60 سنة) أو مدرات البول من نوع ثيازيد أو مثبطات الإنزيم المحول للأنجيوتنسين (لغير السود) أو ضادات مستقبلات أنجيوتنسين II مرضى السكري مع عامل خطورة آخر : مثبطات الإنزيم المحول للأنجيوتنسين (لغير السود) أو ضادات مستقبلات أنجيوتنسين II مرضى السكري بدون عامل خطورة آخر : مثبطات الإنزيم المحول للأنجيوتنسين أو ضادات مستقبلات أنجيوتنسين II أو ثيازيد أو محصرات قنوات الكالسيوم من نوع ديهيدروبيريدين مرضى العجز الكلوي: مثبطات الإنزيم المحول للأنجيوتنسين أو ضادات مستقبلات أنجيوتنسين II |
| الجمعية الأمريكية للسكري ADA 2013                                       | مرضى السكري                                                                                                  | <140/90                                 | مثبطات الإنزيم المحول للأنجيوتنسين أو ضادات مستقبلات أنجيوتنسين II |
| أمراض الكلى: تحسين النتائج العالمية KDIGO                               | عجز كلوي بدون بيلة بروتينية عجز كلوي مع بيلة بروتينية                                                        | ≤140/90 ≤130/80                         | مثبطات الإنزيم المحول للأنجيوتنسين أو ضادات مستقبلات أنجيوتنسين II |
| المعهد الوطني للصحة والتفوق السريري NICE 2011                           | مرضى أقل من 80 سنة مرضى أكثر من 80 سنة                                                                       | <140/90 <150/90                         | مرضى أقل من 55 سنة: مثبطات الإنزيم المحول للأنجيوتنسين أو ضادات مستقبلات أنجيوتنسين II المرضى السود أو المرضى أكثر من 55 سنة: محصرات قنوات الكالسيوم |
| الجمعية الدولية لفرط ضغط الدم في السود ISHIB                            | السود ومن لديهم عوامل خطورة أقل من لديهم ضرر في أعضائهم أو مرض قلبي وعائي                                    | <135/85 <130/80                         | مدرات البول أو محصرات قنوات الكالسيوم |